# Rudziska
Rudziska [ruˈd͡ʑiska] (en alemán: Rudzisken, 1938-45: Rudau) es un pueblo ubicado en el distrito administrativo de Gmina Biskupiec, dentro del Condado de Olsztyn, Voivodato de Varmia y Masuria, en Polonia del norte. Se encuentra aproximadamente a 3 kilómetros al sureste de Biskupiec y a 33 kilómetros al este de la capital regional Olsztyn.
Antes de 1945, el área fue parte de Alemania (Prusia Oriental). 